# Teste da integral
O teste da integral (português brasileiro) ou critério do integral (português europeu) é um método para estabelecer a convergência de séries numéricas comparando a soma de seus termos à integral de uma função adequada. É um dos testes de convergência mais precisos entre os possiveis.

## Enunciado
Seja {\displaystyle \sum _{n=1}^{\infty }a_{n}} uma série de números positivos com {\displaystyle f(x):[\delta ,\infty )\to \mathbb {R} } e {\displaystyle \delta \in \mathbb {R} _{+}} uma função com as seguintes propriedades:
- {\displaystyle f(x)\geq 0\,};
- {\displaystyle f(x)\,} é decrescente;
- {\displaystyle f(n)=a_{n}\,}.

Então {\displaystyle \sum _{n=\delta }^{\infty }a_{n}} converge se e somente se {\displaystyle \int _{\delta }^{\infty }f(x)dx} converge. Geralmente {\displaystyle \delta =1}

## Demonstração
Como {\displaystyle f(x)} é decrescente e {\displaystyle f(n)=a_{n}}, podemos enquadrar os termos da seguinte forma:
{\displaystyle a_{n+1}=f(n+1)\leq f(x)\leq f(n)=a_{n}}, se {\displaystyle x\in [n,n+1]}
integrando no intervalo, temos:
{\displaystyle a_{n+1}\leq \int _{n}^{n+1}f(x)dx\leq a_{n}}
Somando até {\displaystyle N}:
{\displaystyle \sum _{n=1}^{N}a_{n+1}\leq \int _{1}^{N+1}f(x)dx\leq \sum _{n=1}^{N}a_{n}}
Agora basta observar que {\displaystyle f(x)\geq 0} implica que a integral ou tende a infinito ou converge. E resultado segue pelo teste da comparação.

## O melhor enunciado
O Critério do Integral faz uma "ponte" entre dois importantes capítulos da base matemática, o Cálculo Integral e as Séries. 

Ele pode ser enunciado sob a condição única da monotonia! 
- É frequente encontrarmos enunciados que exigem, para além da positividade e da monotonia decrescente, que a função seja contínua, talvez a pensar numa condição de integrabilidade, mas as funções monótonas num intervalo limitado e fechado são limitadas nesse intervalo e portanto são integráveis, pelo que a continuidade não é, de todo, necessária. 
As demonstrações mais conhecidas, como a que se encontra acima, não fazem qualquer referência  à condição de integrabilidade (nós podemos dar estas demonstrações abreviadas aos alunos, mas não podemos deixar de os sensibilizar para o facto de elas não estarem completas).
- Pode mostrar-se que a positividade também não é necessária, pois as funções monótonas têm sempre limite - se a função é decrescente e o limite é nulo então ela é necessariamente positiva e se o limite não é nulo, falham as condições necessárias de convergência duma série e de um integral impróprio.
- Também a exigência da função ter que ser decrescente não é necessária, pois são da mesma natureza as séries e os integrais com f ou com -f.

Em breve copiarei para aqui a demonstração completa de Jaime Campos Ferreira. 
Jmegsalazar 23h57min de 9 de fevereiro de 2021 (UTC)

## Exemplo
Considera a Série de Dirichlet com expoente {\displaystyle \alpha >1}:
{\displaystyle \sum _{n=1}^{\infty }{\frac {1}{n^{\alpha }}}}
e considere a função:
{\displaystyle f(x)={\frac {1}{x^{\alpha }}}}
é sabido que:
{\displaystyle \int _{1}^{N}f(x)dx=\int _{1}^{N}x^{-\alpha }={\frac {1-N^{(1-\alpha )}}{\alpha -1}}\to {\frac {1}{\alpha -1}},N\to \infty }
Portanto, tal série converge.